# Heliophanus xanthopes
Heliophanus xanthopes är en spindelart som beskrevs av Wesolowska 2003. Heliophanus xanthopes ingår i släktet Heliophanus och familjen hoppspindlar. Inga underarter finns listade i Catalogue of Life.